# Якимские петроглифы

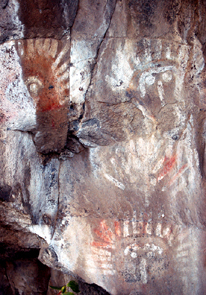
Один из рисунков в парке

Парк «Индейские расписные скалы», англ. Indian Painted Rocks — небольшой государственный парк площадью около 200 кв. м. в непосредственной близости от г. Якима в штате Вашингтон на пересечении дорог Пауэрхаус и Экли. Территория парка была приобретена у компании «Канал в долине Якима» (Yakima Valley Canal Company) в 1950 году.
Изображения — стилизованные, полихроматические, с использованием красного, чёрного и белого цветов, нанесены на базальтовые скалы рядом с современной дорогой Пауэрхаус, где ранее проходила индейская дорога, а позднее — караванный путь американских переселенцев, соединявший долину Атанам (Ahtanum) с горами Уэнас (Wenas).
Первоначально предполагалось, что возраст рисунков — всего несколько сот лет, однако современные исследования показывают, что рисунки могут быть древнее, и возможно, имеют отношение к более ранним жителям местности, чем проживающие в ней ныне индейцы племени якама.
В начале 2007 г. парк был закрыт для посещений в связи с вандализмом: некоторые посетители самовольно оставляли граффити на стенах пещеры. Планы по реорганизации парка и обеспечению дополнительных приспособлений для защиты от вандализма пока остаются нереализованными.

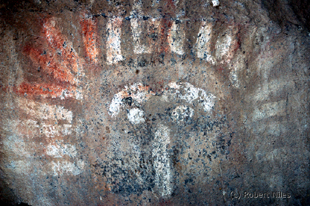
Рисунки на камнях: вид вблизи